# Francesco Corazzini
Francesco Corazzini (Pieve Santo Stefano, 2 agosto 1832 – 1914 circa) è stato un filologo, storico e patriota italiano.

## Biografia
Nasce il 2 agosto 1832 a Pieve Santo Stefano, nella casa paterna di Bulciano, da Luigi Corazzini e Santa Lazzari, entrambi di estrazione nobile, possidenti e repubblicani.
I suoi studi si fermano al diploma liceale, conseguito presso un collegio di padri scolopi, non potendo egli accedere agli studi universitari per difficoltà economiche. Consegue una riconosciuta erudizione da autodidatta e nel 1848 viene avviato alla carriera di insegnante dal segretario del conte Carlo Pepoli.
A ventuno anni compone il saggio “Miscellanea di cose inedite o rare” (Firenze, T. Baracchi), contenente lettere a Federico II di Svevia, canzoni e sonetti di Franco Sacchetti, di Maestro Beccari, di F. Berni, di Galileo e Michelangelo Buonarroti. Del 1858 è il “Del reggimento de’ principi”, volgarizzamento del trattato “De regimine principium” (Firenze, F. Le Monnier), composto nel 1288 dal filosofo Egidio Romano.
Dopo aver partecipato alle manifestazioni mazziniane fiorentine del 1859, capeggiate dal patriota Giuseppe Dolfi, al fine di costringere il Granduca ad abbandonare la città, si arruola volontario nei dragoni toscani con i quali combatte la seconda guerra di indipendenza. Nel 1860, trovandosi in Urbino, è tra i promotori del plebiscito che sancisce la fine del domino pontificio sulla città, e l’annessione delle Marche al Regno sabaudo.
Nell’ottobre del 1861 a Benevento inizia a insegnare Storia e Geografia nel locale ginnasio “P. Giannone”. per poi passare nel 1867 a Ferrara..
In occasione del decimo Congresso degli Scienziati Italiani (1862), propone di costituire una società dialettologica italiana, con un suo giornale, cercando di coinvolgere nell’iniziativa alte autorità e illustri personaggi del mondo letterario e scientifico, ma con scarso successo. L’idea viene riproposta l’anno successivo al terzo Congresso Pedagogico di Milano, a cui partecipano studiosi come Graziadio Isaia Ascoli e Bernardino Biondelli, i quali danno il loro formale assenso, suggerendo di sottoporre il progetto al Ministro Michele Amari, per la concessione di un finanziamento.
Nell’autunno del 1867 a Ferrara pubblica “Affetti e pensieri”, con dedica all'amico Giuseppe Chiarini. Nello stesso anno si fa promotore a Benevento dell’istituzione di una Accademia, con il compito di raccogliere reliquie e memorie dei tempi andati, di un museo d’antichità, ed è fautore di una Biblioteca Beneventana, con una sezione dedicata agli scrittori della provincia. Nella stessa città partecipa alla Commissione per la lotta al brigantaggio della provincia e a quella degli Asili per l’infanzia.
Nel 1867 l’amico Giosuè Carducci è ospite della famiglia Corazzini a Bulciano. La felice villeggiatura è ritratta dal poeta pietrasantese nella poesia “Ode agli amici della valle Tiberina” (Giambi ed Epodi).
Il primo gennaio del 1868 il fratello Odoardo Corazzini perde la vita per le ferite riportate nella sfortunata impresa garibaldina di Mentana. Per i Corazzini ciò costituisce la “causa non ultima della rovina, anche economica, della famiglia” (Francesco Corazzini). Il martirio del giovane patriota viene celebrato dal Carducci nell’epodo “Per Eduardo Corazzini” (Giambi ed Epodi).
Nel 1870 contrae matrimonio con Erminia Puccinotti, figlia dell’illustre medico urbinate e senatore Francesco Puccinotti.
Gli anni settanta segnano un periodo di intensa produzione filologico-letteraria. Tra le principali opere pubblicate dal Corazzini si ricordano il “Saggio di restaurazione degli antichi poeti siciliani” (1871),  “I tempi preistorici, o le antichissime tradizioni confrontate coi risultati della scienza moderna” (1874), e i ”Componimenti minori della letteratura (popolare) nei principali dialetti” (1877). Nel ’72 fonda e dirige per due anni la “Rivista Filologico Letteraria”, in cui pubblica studi sull’origine dei dialetti italiani, studi di critica letteraria e saggi di filologia italiana.
Nel 1880 viene chiamato all’insegnamento presso la Scuola Navale di Livorno, e proprio al periodo livornese si devono gli studi sulla storia della marina italiana che gli valgono la fama. Tra i più importanti la “Storia della marina militare italiana antica”, l’  “Atlante della marina militare italiana”  e i sette volumi del “Vocabolario nautico”, su commissione del ministero della Regia marina.
La sua intensa attività di storico e filologo è documentata da una lunga serie di pubblicazioni, fino al 1914, presunto anno della sua morte.

## Opere
- Miscellanea di cose inedite o rare, Firenze 1853;
- Di Egidio Romano, di Bonifacio VIII, di Dante Alighieri e di san Tommasod'Aquino: cenni storico-critici, Pieve di Santo Stefano, 1958;
- Della società fra scienziati, letterati ed artisti istituita in Napoli: lettera, San Sepolcro, 1861;
- Discorso letto per l'apertura dell'anno scolastico nel Regio Liceo di Benevento, Benevento, 1862;
- Affetti e pensieri: versi, Pistoia, 1867;
- Difesa del carattere di V. Monti, Ferrara, 1867;
- L'uomo e la Chiesa: pensieri, Verona, 1872;
- I tempi preistorici, o le antichissime tradizioni confrontate coi risultati della scienza moderna, Verona, 1874;
- Appunti storici e filologici sulla valle Tiberina superiore toscana, Sansepolcro, 1874;
- Annali del Museo di antichità e della Biblioteca Beneventana con le iscrizioni latine ivi raccolte, Benevento, 1876;
- Componimenti minori della letteratura (popolare) nei principali dialetti, Benevento, 1877;
- Documenti sulla battaglia di Lepanto e la resa di Candia, Firenze, 1877;
- Lettere edite e inedite di Messer G. Boccaccio tradotte e commentate con nuovi documenti, Firenze, 1877;
- Poesie popolari calabresi, Livorno, 1881;
- Storia della Marina militare italiana antica, Livorno, 1882;
- I porti militari degli antichi, studio, Livorno, 1883;
- Il nuovo Carena: la città e lo Stato, la casa e la famiglia. Dizionario metodico con indice generale alfabetico, compilato anche su fonti sin qui inesplorate, Torino-Firenze-Roma, 1885;
- Dopo quaranta anni di lavoro (1849-1889) [cenni bio-bibliografici], Livorno, 1889;
- Esame della "Storia navale universale" di C. Randaccio, Catania, 1891;
- Inquisizione sul "Vocabolario marino e militare" del p. maestro A. Guglielmotti, Catania, 1892;
- Cenni sull'Africa Italiana, Firenze, 1895;
- L'Unità nazionale o L'Italia e casa Savoia, discorso popolare, Livorno, 1885;
- Storia della Marina militare e commerciale del popolo italiano, I-VII, Firenze-Catania-Torino, 1896-1909;
- Le tavole Attiche di Marina, tradotte per la prima volta e commentate – Vol. VI Documenti - Tomo III, Parte I, Tip. G. Derossi,  Torino, 1898;
- La marina nella Divina Commedia, Forzani e C., Roma, 1899;
- La marina nell’Orlando Furioso dell’Ariosto, Forzani e C., Roma, 1899;
- Battaglia di Lepanto – Per le nozze Corazzini-Brenzini, Derossi, Torino, 1899;
- Il viaggio marittimo di S. Paolo, con quattro tavole, “Rivista Marittima”, 1899;
- Repubblica o socialismo?: il governo del popolo, Torino, 1900;
- Vocabolario nautico italiano (con le voci corrispondenti in sette lingue), I-VII, Torino-Firenze, 1900-1907;
- Atlante della Marina militare italiana, parte 1ª, Marina antica, Torino-Roma-Livorno, 1885; parte 2ª, La marina dal sec. VI al sec. XIX, Firenze, 1903;
- Peregrinazioni marittime di Ulisse secondo l’Odissea, S. Lapi, Città di Castello, 1904;
- Salute, bellezza ed economia o di un nuovo regime di vita fisica, Roma, 1913;